# Жабка (Волынская область)
Жабка (укр. Жабка) — село в Луцкой городской общине Луцкого района Волынской области Украины.
До 2020 года входило в Киверцовский район.
Код КОАТУУ — 0721885803. Население по переписи 2001 года составляет 239 человек. Почтовый индекс — 45244. Телефонный код — 3365. Занимает площадь 0,674 км².